# Die Fähre (Künstlervereinigung)
Die Fähre nannte sich eine 1947 in Halle (Saale) entstandene lose Künstlergruppe. Sie bildete die organisatorische Plattform der politisch engagiertesten, zumeist jüngeren, gerade aus der Kriegsgefangenschaft zurückgekehrten Künstler. Die Gruppe hatte über 20 Mitglieder, darunter Fritz Baust, Werner Büttner (* 1915), Albert Ebert, Herbert Finneisen, Fritz Freitag, Waldemar Grzimek, Rudolf Heinrich, Georg Heinze (* 1905), Johanna Jura (damals Hanna Klitsch), Clemens Kindling (1916–1992), Herbert Lange, Karl Erich Müller, Otto Müller, Helmut Schröder, Willi Sitte und Meinolf Splett. Die organisatorische Leitung hatte Fritz Baust.
Die Künstler stellten sich gemeinsam zu lösende Aufgaben, deren künstlerische Ergebnisse sie öffentlich diskutierten, und machten gemeinsame Ausstellungen. Im Vorwort zum Katalog der 1948 in Halle gezeigten Ausstellung „Kunst und Gegenwart“ heißt es, dass es ihr Anliegen ist, die durch den Hitlerfaschismus verursachte kulturelle Not zu überwinden und eine feste Brücke zwischen Volk und Künstler zu schlagen. „Die Kunst ist keine Luxusangelegenheit mehr!“ Die Gruppe appellierte zugleich an die gesellschaftlichen Organisationen, als fördernde Auftraggeber in Erscheinung zu treten, „damit das wahre, echte Kunstwerk endlich seinen Einzug in die Behörden, Fabriken, Schulen und Heime halten kann.“
Die meisten Mitglieder der Gruppe befürworteten sowohl das Experimentieren mit avantgardistischen Formen wie auch eine Aktion „Maler in die Betriebe“, um sich mit dem Verhältnis von Mensch und Arbeit auseinanderzusetzen.
Die Gruppe veranlasste zunächst, dass im Oktober/November 1947 im Städtischen Museum für Kunst und Kunstgewerbe in Halle die „Erste Juryfreie Kunstausstellung“ von Sachsen-Anhalt stattfand. 1948 hatte „Die Fähre“ in Halle die Ausstellung „Kunst und Gegenwart“, die sich deutlich mit dem Nazifaschismus und seinen Folgen auseinandersetzte, u. a. mit der Kohle-Zeichnung „Nie wieder“ von Fritz Baust, mit Herbert Finneisens Blatt „Überlebende“, Karl Erich Müllers Gemälde „Das Erbe“ und Willi Sittes Zeichnung „Die Blinden“. Ebenfalls 1948 folgten in der halleschen Galerie „Marktschlösschen“ die Ausstellungen „Das Selbstbildnis“, „Das Aktbild“ und „Das Werk“.
1949 schlossen sich die Künstler der „Fähre“ dem gewerkschaftlich organisierten „Schutzverband bildender Künstler“ an, womit die Vereinigung formal zu bestehen aufhörte.